# Партенезька порода
Партенезька порода (фр. Parthenaise) — порода великої рогатої худоби м'ясо-молочного напряму продуктивності. З 1990-х років селекціонується переважно у м'ясному напрямку. Виведена у другій половині 19 столітті на заході Франції, на території департаменту Де-Севр. Племінну книгу відкрито у 1893 році.

## Історія
Порода почала утворюватись на території департаменту Де-Севр (захід Франції) близько 1880 року, після того як місцеві виноградники були спустошені філоксерою і багато їхніх власників перейшли на розведення великої рогатої худоби. Окрім одержання молока і м'яса, тварини використовувалися як робоча худоба. У 1888 році Міністерство торгівлі США характеризувало партенезьку худобу як важку, повільну, але міцну і добру тяглову силу. На момент відкриття племінної книги у 1893 році поголів'я породи складало 1,1 млн голів. За кількістю поголів'я ця порода посідала третє місце поміж порід Франції. Однак, з початком механізації сільського господарства у 1920-х роках чисельність поголів'я партенезької породи почало зменшуватися. Цьому сприяв також підйом у розведенні інших спеціалізованих порід худоби. Внаслідок цього у 1960-х роках поголів'я породи досягло свого мінімуму. У 1987 році поголів'я породи складало 7000 голів. Пізніше стали розводити худобу у напрямку м'ясної продуктивності. У період між 1990 і 2010 роками поголів'я худоби збільшилося вдвічі.
У 1990-х роках відкрито канадську племінну книгу партенезької породи.

## Опис

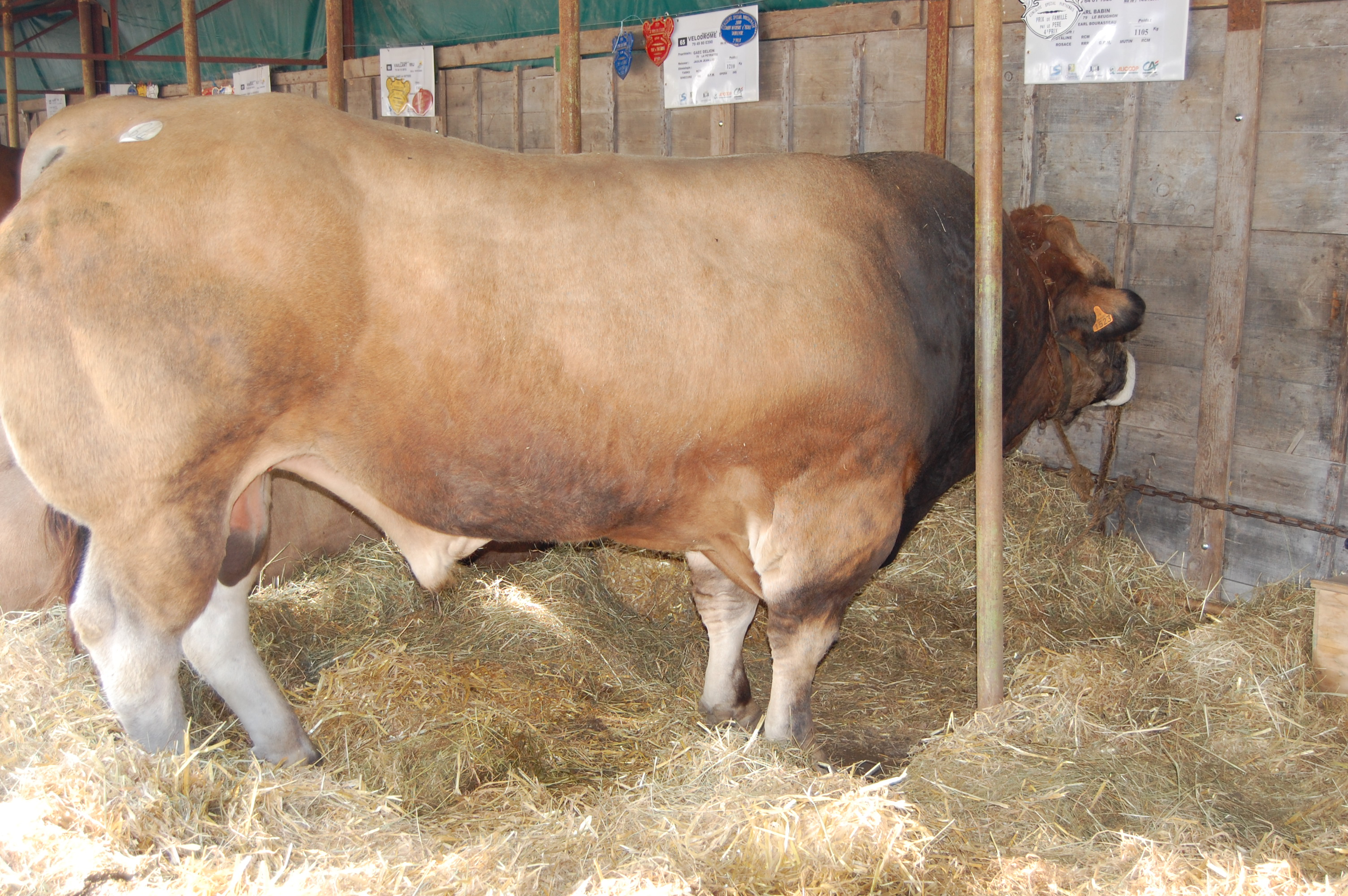
Бугай партенезької породи.

Масть тварин червона, забарвлення від світлого до темного. Навколо носа і очей шерсть світло-сірого кольору. Середній зріст бугаїв становить 145 см, корів — 130—135 см. Жива маса бугаїв до 1400 кг, корів — 700—1000 кг. Вага телят при народженні 43 кг. Телята у віці 120 днів досягають ваги 165 кг (153 кг), у віці 210 днів — 278 кг (240 кг). З 1990-х років порода селекціонується у м'ясному напрямку продуктивності.

## Поширення
Станом на 2016 рік налічувалося 49986 корів, що утримувалися у 1047 стадах, 11663 корови було записано до племінної книги. Окрім Франції, партенезьку худобу розводять у Великій Британії і Північній Америці.

## Виноски
1. 1 2 3 4 5 6 7 8 9  Parthenais. // Valerie Porter, Lawrence Alderson, Stephen J.G. Hall, D. Phillip Sponenberg (2016). Mason's World Encyclopedia of Livestock Breeds and Breeding [Архівовано 21 грудня 2016 у Wayback Machine.] (sixth edition). Wallingford: CABI. — P. 267—268. ISBN 9781780647944. (англ.)
2. 1 2  Parthenais. Інтернет-сайт "Breeds of Livestock" http://www.ansi.okstate.edu/breeds. Oklahoma State University, Department of Animal Science. 6 червня 1996. Архів оригіналу за 24 грудня 2016. Процитовано грудень 2016. {{cite web}}: Зовнішнє посилання в |work= (довідка) (англ.)
3. 1 2 3 4 5 6 7  Race bovine Parthenaise. Сайт "AgroParisTech" http://www.agroparistech.fr. UFR Génétique, élevage et reproduction, France UPRA Sélection. septembre 2007. Архів оригіналу за 16 травня 2017. Процитовано грудень 2016. {{cite web}}: Зовнішнє посилання в |work= (довідка) (фр.)